# 핀투여행기

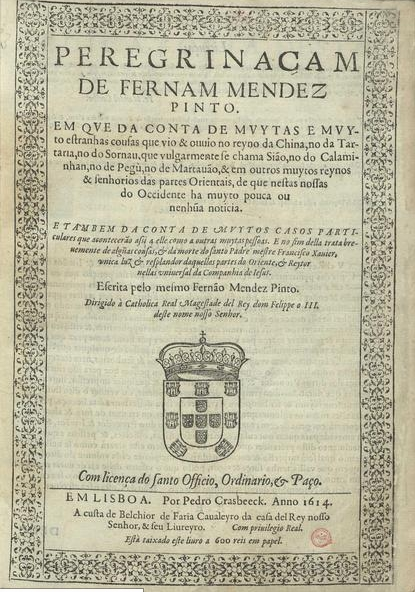
책 겉표지. 포르투갈 국립도서관(Biblioteca Nacional de Portugal) 자료

《핀투여행기》( - 旅行記, 포르투갈어: Peregrinação de Fernão Mendes Pinto, 영어: The Travels of Mendes Pinto)는 원제가 《편력》(遍歷, 포르투갈어: Peregrinação, 영어: Pilgrimage)인만큼 《동양편력기》(東洋遍歷記)라는 제목으로도 불린다. 페르낭 멘드스 핀투의 저서 중 하나로, 여행문학에 속하지만 여정 일대기나 일지에 가깝기도 하다. 이 포르투갈 문헌 여행서적은 더 번역되었고 유명해졌다. 핀투 사망 30여 년 후인 1614년, 페드로 크라스비크(Pedro Craesbeeck)의 인쇄기를 통해 출판되었다.

## 작품
한층 주목을 불러일으킨 것은 이국적인 내용이다. 저자 핀투는 비록 화가임에도 인도, 중국, 일본의 지리는 물론, 법률, 의족, 도덕, 축제, 상업, 사법, 전쟁, 장례 등 인류학에 관한 서술에 능숙하다. 또한 많은 악행과 횡포로 부패한 포르투갈 제국의 붕괴를 예견한 것으로도 유명하다.
핀투는 책을 쓰게 된 목적에 대하여, 자신이 한 고생들을 아들들에게 알게 하기 위하여(자서전적 기능), 절망한 이들과 어려움에 처한 이들을 격려하기 위하여(도덕적 기능), 신에게 감사드리기 위하여(종교적 기능), 이 세 개라고 하였다.

### 개요
저서는 핀투가 동양에 입항하고 체류하는 것을 다뤘다. 또한 우리에게 포르투갈인 탐험가와 정복자들의 원정에 관한 이야기를 제공한다. 이 작품 내에서 지나가는 포르투갈 항해자의 이미지는 특히 우스꽝스럽다. 반영웅처럼 행동하고 목적 달성을 위해 더 나쁜 일을 하며, 흔히 주민들을 노략하고 약탈하여, 부를 쌓아 절벽 위에 있는 본국으로 돌아가고자 했던 것이다.

### 작품 분석
이런 식으로 작품은 포르투갈인들의 행동을 비판하였고, 오랜 동안 주목할 가치도 없고 신뢰할 수도 없는 거짓이라고 간주되었다.
포르투갈 해양 확장의 이면에 대하여 적나라하게 보여주며 이에 반대하는 방식의 경우, 학자들은 벨료 도 레스텔로(Velho do Restelo)의 에피소드, 루이스 드 카몽이스(Luís Vaz de Camões)의 우스 루지아다스(Os Lusíadas)(1572), 극작가 질 비센트(Gil Vicente)의 아우투 다 인디아(Auto da Índia)(1509)와 같은 문학작품을 자주 동반한다.
집단 영웅의 업적과 반대되는 사례나 항해자 사례처럼, 중국소년(Menino Chinês)에 관한 장이 읽힌다. 여기 55장에서 이 소년은 정복 드라마와 영향에 대해 이야기한다. 47장에 있는 새색시 에피소드는 지금도 읽힌다.

## 같이 보기
- 남만무역
- 페르낭 멘드스 핀투